# Chgrp
O comando chgrp é utilizado por usuários em sistema operacionais baseado em Unix para alterar o grupo associado a um arquivo. Ao contrário do comando chown, chgrp permite a usuários regulares alterar grupos, mas apenas daqueles o qual são membros.

## Uso
A sintaxe geral do comando chgrp é:
```
chgrp 
grupo
 
alvo1
 [
alvo2
 ..]
```

- O parâmetro grupo indica o novo grupo com o qual os alvos serão associados.
- O parâmetro alvo1 indica os arquivos ou diretórios para os quais a mudança deve ser feita.
- O parâmetro alvo2 indica arquivos ou diretórios opcionais para os quais a mudança deve ser feita.

## Exemplos de uso
```
$ls -l ttt
-rw-r--r--   1 gbeeker  staff           545 Nov 04 2004  ttt
$chgrp system ttt
$ls -l ttt
-rw-r--r--   1 gbeeker  system          545 Nov 04 2004  ttt
```

O comando acima altera o grupo associado ao arquivo ttt para o grupo 'system', possibilitando a execução dele por usuários que são membros daquele grupo.